# Sejm zwyczajny 1782
Sejm 1782 – sejm zwyczajny I Rzeczypospolitej został zwołany 22 maja 1782 roku do Warszawy. 
Sejmiki przedsejmowe w województwach odbyły się 19 sierpnia 1782 roku. Marszałkiem sejmu obrano Kazimierza Krasińskiego oboźnego wielkiego koronnego. Obrady sejmu trwały od 30 września do 9 listopada 1782 roku. 
Do najważniejszych wydarzeń tego sejmu należało oskarżenie przez opozycję antykrólewską króla Poniatowskiego i Rady Nieustającej o złamanie prawa neminem captivabimus przy ubezwłasnowolnieniu umysłowo chorego biskupa Kajetana Sołtyka.
Główne ustalenia Sejmu:
1. Wybór składu Rady Nieustającej
2. Akceptacja listy osób jako sędziów sejmowych wybranych na radach prowincjonalnych
3. Wyznaczenie sędziów sejmowych
4. Wybór komisji Skarbu Koronnego
5. Wybór komisji Skarbu Wielkiego Księstwa Litewskiego
6. Przyjęcie sprawozdania Rady Nieustającej
7. Ratyfikacja prac komisji rozgraniczającej między Ukrainą a Gubernią Noworosyjską